# Персонален компютър
Персоналният компютър е компютър, предназначен за използване от един потребител (за разлика от многопотребителските компютри, позволяващи работа с много потребители едновременно). Персоналните компютри могат да се използват за най-разнообразна работа като текстообработка, редактиране на изображения, аудио и видео, организиране на информация в база от данни и сърфиране в Интернет. На тях може да се играят компютърни игри, да се слуша музика, да се гледат филми и извършват други дейности, без които е немислим днешният свят.

## История
През 1970-те години напредъкът на микроелектрониката довежда до появата на първите микрокомпютри. Това са малки, евтини компютри, които могат да бъдат притежавани от частни лица и малки предприятия и през 1980-те те години стават масови. Все още е въпрос на дебат коя точно система е първият микрокомпютър, тъй като въз основа на микропроцесори Intel 4004 и Intel 8008 са разработени няколко любителски системи, но е общоприето, че първият търговски достъпен модел е Altair 8800, представен през януари 1975 в уводната статия на американското списание Popular Electronics. Той има процесор Intel 8080, но е доста ограничена система: има само 256 байта динамична памет с произволен достъп (DRAM), светодиоден дисплей и панел с превключватели вместо клавиатура. Въпреки това, той става изненадващо популярен като през първата година са продадени няколкостотин броя. Няколко доставчика веднага започват да предлагат допълнителни платки, които могат да се свързват с компютърна шина S-100.
През април 1975 г. на Хановерския панаир, Оливети представя първата в света персонална компютърна система P6060, която прилича на електрическа пишеща машина. Централният процесор е реализиран на две платки с TTL компоненти, а не с микропроцесор. Той се предлага с едно или две 8" флопи дискови устройства и 80-колонен графичен термопринтер, 48 Kb RAM, и език за програмиране BASIC. Тежи 40 кг и цената на минималната конфигурация е 7950 долараOlivetti P6060 //    Архивиран от оригинала на 2010-11-21. Посетен на 11 ноември.. Като цялостна система, той е значителна стъпка напред в сравнение с Altair, макар и да не постига същия успех. Той се състезавал с подобен продукт на IBM, който имал външно флопи.
От 1975 до 1977 г. микрокомпютри като Altair 8800 и някои версии на Apple I се продават като комплекти за направи-си-сам. Предварително сглобените системи нямат голяма популярност, докато през 1977 не излиза Apple II и подобните на него Tandy TRS-80 и Commodore PET. С тези достъпни домашни системи започва ерата на персоналните компютри, често наричана „революция“. Тя е неразривно свързана с основаването на Apple Inc. (1976) от Стийв Возняк и Стийв Джобс, както и с програмните продукти на Майкрософт (1975) и Бил Гейтс.

## Конфигурация
Този раздел описва конфигурацията на обичайния персонален компютър, наречен настолен компютър. Другите видове персонални компютри имат същата основна конфигурация, като обикновено липсват някои периферни устройства. Сглобяването на една компютърна система се нарича асемблиране на персонален компютър.
- Компютърна кутия
- Дънна платка
- Централен процесор с вентилатор
- Оперативна памет (RAM)
- Физическа памет
  - твърд диск
  - оптични устройства (компактдисково устройство)
  - флопидисково устройство или устройство с магнитна лента
- Периферни устройства:
  - Мишка
  - Клавиатура
  - Таблет
  - Монитор
  - Скенер
  - Принтер
  - Уеб камера
  - Микрофон
  - Слушалки
  - Тонколони
  - Джойстик

- Други компоненти на персоналния компютър
  - Звукова карта
  - Мрежова карта
  - Модем или маршрутизатор

### Твърд диск
Твърдият диск служи за съхраняване на всичкия софтуер, който инсталирате и записвате в компютъра, като текстове, видео, изображения и т.н. На него са записани операционната система, с която работите и управлявате компютъра (Windows, Linux и др.), както и всички програми, които използвате – Word, Excel, Photoshop, Internet Explorer, Winamp и т.н. Когато пуснете компютъра, от него те се зареждат в оперативната памет, където изпълняват своите функции. Когато оперативната памет е недостатъчна, операционната система резервира част от мястото на твърдия диск, което да използват като виртуална RAM памет. Файлът, който се създава, се казва „swap“ файл.

### Оперативна памет
Самото значение на RAM паметта е Random Access Memory, което означава, че тази памет служи за съхраняване на информация, която текущото приложение/игра/система могат да използват всеки момент. Тя се нарича така, защото приложенията постоянно записват и трият из оперативната памет някаква информация, която представлява работни файлове – които са различни от файловете на твърдия диск, защото всеки път може да са различни и не са нужни за стартирането на програмата по принцип, а само за текущата сесия. Веднъж заредена в оперативната памет, информацията подлежи на непосредствен достъп във всеки един момент, защото програмата знае точно на кой адрес в оперативната памет се намира нужният ѝ ресурс.

## Как работи?
Персоналният компютър пази всякаква важна информация за себе си в памет с батерийно захранване (CMOS), а освен това на енергонезависима памет (EPROM) е записана неговата базова входно-изходна система (BIOS). Тази система се зарежда веднага след като се стартира компютърът. След това чете първите сектори на твърдия диск (в най-общия случай), откъдето зарежда някаква операционна система, която представлява интерфейс между потребителя и хардуера. Хардуерът може да е годен за автоматизирано управление на космически кораб, но докато няма програми/приложения, този хардуер остава неизползван. Програмите са тези, които използват ресурсите на компютъра. След като се зареди операционната система – а тя се зарежда в малка част от оперативната памет, компютърът е готов да прави каквото потребителят му укаже.
В общи линии процесът е следният:
1. Мониторът показва, че системата е заредена и компютърът изчаква инструкции от потребителя;
2. Потребителят използва входящите устройства – мишка/клавиатура, за да зареди някоя игра например;
3. Програмата, която се грижи за стартирането на играта зарежда графики, звуци и всичко необходимо в оперативната памет на компютъра;
4. След това започва да подава инструкции към процесора, който разпределя задачите по различните компоненти на системата;
5. На монитора започва например въведението на играта;
6. В този момент към звуковата карта се подава информация за музиката, която трябва да започне в този момент;
7. В същото време се очаква и реакция от потребителя – прескачане на въведението, започване на играта и т.н.;
8. Когато потребителят реши да излезе от играта, програмата която я управлява изчиства оперативната памет и спира целия процес;
9. Компютърът отново преминава в режим на изчакване на инструкции от потребителя;